# Federico Chabod
Federico Chabod o Frédéric Chabod (Aosta, 23 de febrero de 1901 – Roma, 14 de julio de 1960) fue un historiador, alpinista y político italiano, promotor del autogobierno en el Valle de Aosta. 

## Biografía
Una vez terminados sus estudios secundarios en el Regio Ginnasio e Liceo de Aosta, ingresó en la Facultad de Letras de la Universidad de Turín, donde se licenció en 1923 con Pietro Egidi y Gaetano Salvemini con una tesis de licenciatura sobre Nicolás de Maquiavelo, origen de su ensayo publicado en 1924 con el título Introducción al ‘Príncipe’.
Completada su licenciatura, asistió a los seminarios de Friedrich Meinecke en la Universidad Humboldt de Berlín e inició una investigación sistemática del Archivo General de Simancas (Simancas, Valladolid) de la que nacieron sus estudios sobre el Ducado de Milán en la época de Carlos I y de Felipe II. Desde 1928 comenzó a colaborar con la Enciclopedia Italiana para la cual escribió numerosos artículos sobre Europa entre el Renacimiento y la Ilustración.
Prestó, como la gran mayoría de los docentes universitarios, el juramento de fidelidad al fascismo.
Exponente del pensamiento laico y anticlerical, en 1934 empezó su carrera universitaria en la Facultad de Ciencias Políticas de la Universidad de Perugia para pasar luego, en 1938, a la Facultad de Letras de la Universidad de Milán. En 1936 proyectó una "Historia de la política exterior italiana entre 1861 y 1914" en la que trabajó hasta 1951. Próximo al Partido de Acción, participó en la resistencia en Valle de Aosta y en la redacción de la Declaración de Chivasso y se convirtió en el primer presidente del Consejo Regional del Valle de Aosta, contribuyendo a asegurarle la condición de región de estatuto especial. Chabod se distinguió también en la lucha contra el intento de anexión del Valle de Aosta a Francia.
En 1946 fue llamado a la Facultad de Letras de la Universidad de Roma y, el mismo año, fue nombrado director del Instituto Italiano para los Estudios Históricos fundado por Benedetto Croce. Fue director de la Rivista storica italiana y de la Escuela de historia moderna y contemporánea de la Universidad de Roma, miembro de la Academia Nacional de los Linces, de la Academia  Británica, doctor honoris causa por la Universidad de Oxford y por la Universidad de Granada y presidente de la Sociedad internacional de Historiadores. Murió en Roma el 14 julio de 1960.
La Biblioteca de Historia moderna y contemporánea de la Universidad La Sapienza de Roma lleva su nombre.
Su hermano menor Renato (René) Chabod fue un político, abogado y alpinista italiano, senador entre 1958 y 1968.

## Homenajes póstumos
En 1966 los guías de Valsavarenche le dedicaron un refugio a los pies de la pared noroeste del Gran Paradiso, que Chabod, alpinista de excepción, fue en primero en subir sin guía por el lado suroeste.

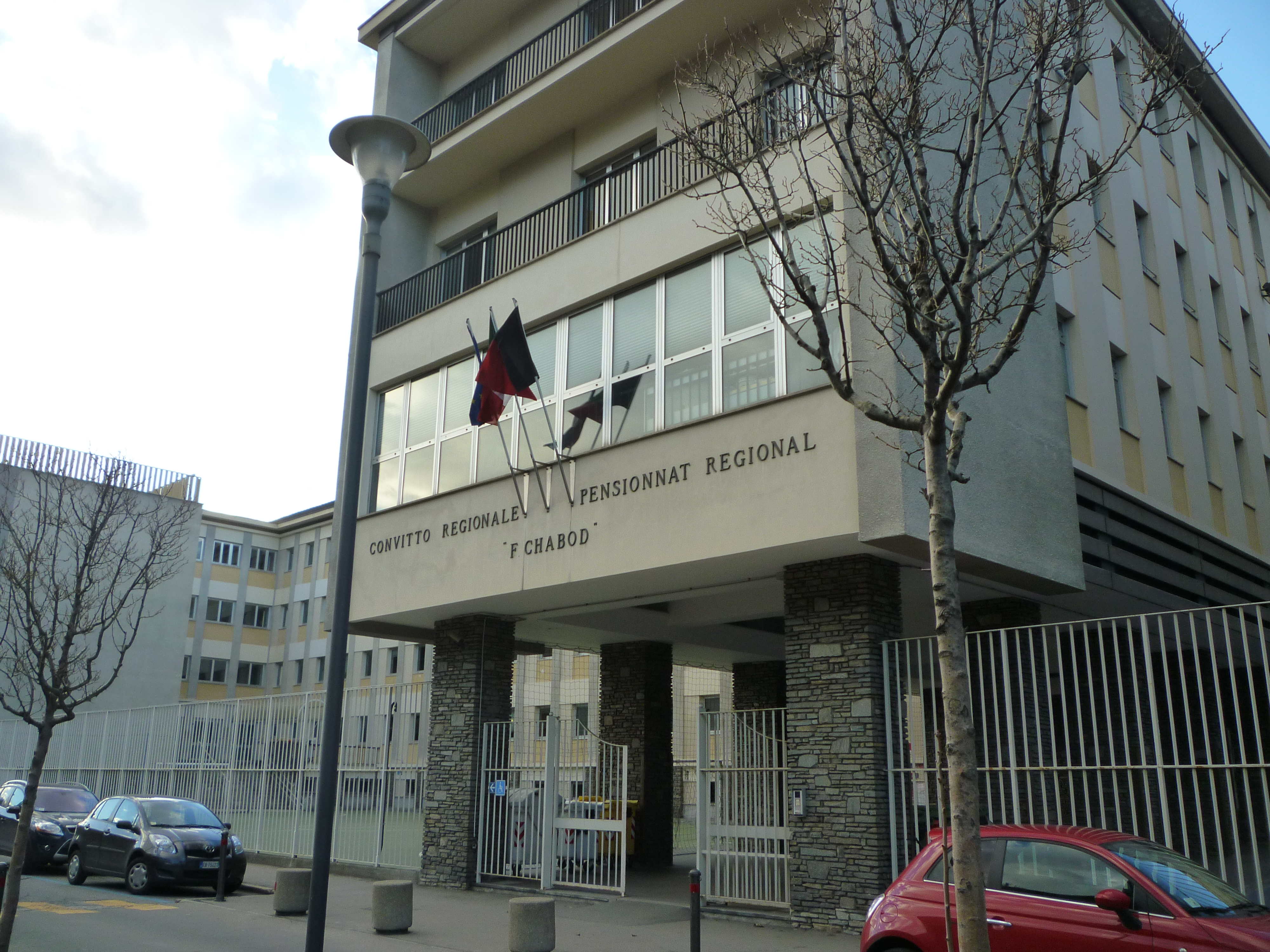
El colegio mayor regional, en calle Amilcar Crétier en Aosta.

En Aosta, se le puso su nombre a una calle y al colegio mayor regional. En Ivrea, a una calle de la ciudad.

## Historia de la política exterior italiana entre 1870 y 1896
Las premisas de este importante libro se encontraban ya trazadas en 1943, dedicando los siguientes años a constantes ampliaciones y actualizaciones, hasta que vio la luz su primera edición en 1951.
El interés principal de la obra es entender cuáles fueron las aspiraciones y las fuerzas morales que componían la Italia de la época, contemplando, sin embargo, a los hombres como  individuos únicos con pasiones propias.
De hecho en el capítulo ….y los hombres del primer volumen (Las cosas y los hombres) presenta los retratos de los protagonistas de la vida política de la época como el rey Víctor Manuel II, rodeado de personajes como el conde de Robilant y varios ministros y diplomáticos.
El trabajo de Chabod muestra su idea de ética del trabajo histórico, el denominado canon Chabod. Ante todo es necesario tener en cuenta todas las fuentes posibles para poderlas confrontar y, en la redacción del texto y en el diálogo con el lector, es necesario indicar las notas de referencia, con el fin crear una conexión entre el lector y las fuentes científicas. Nace así pues una nueva historiografía que se distancia de la precedente.
El canon Chabod fue respetado sustancialmente por todos los historiadores posteriores, como Renzo De Felice (que se licenció con el mismo Chabod en Roma en 1954) y Rosario Romeo.

## Obras

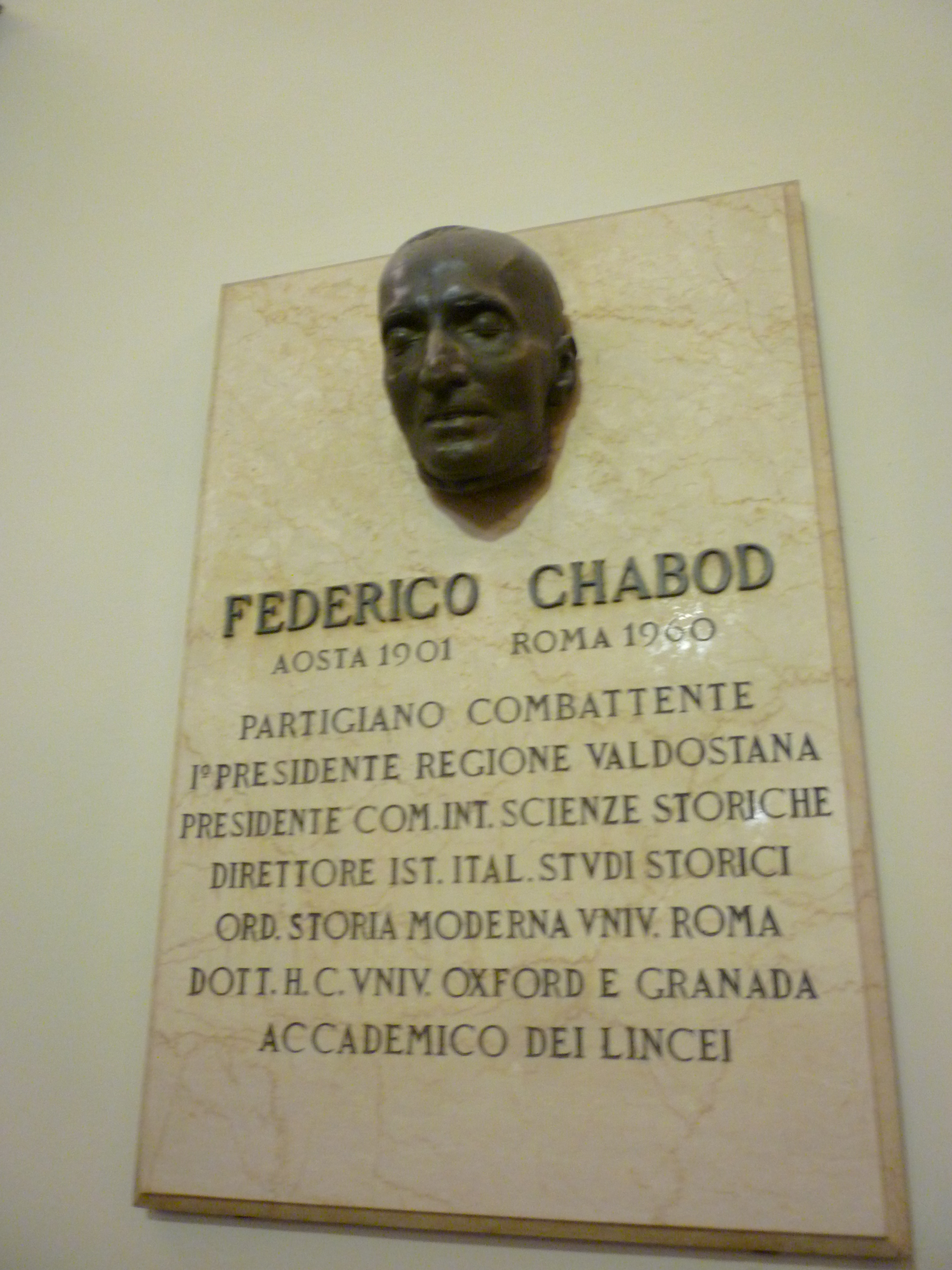
Placa dedicada a Federico Chabod en Hôtel-de-Ville (ayuntamiento) de Aosta.

- L'Italia contemporanea (La Italia contemporánea)
- Storia della politica estera italiana dal 1870 al 1896 (Historia de la política exterior italiana entre 1870 y 1896)
- Lezioni di metodo storico (Lecciones del método histórico)
- Scritti su Machiavelli (Escritos sobre Maquiavelo)
- Scritti sul Rinascimento (Escritos sobre el Renacimiento)
- Il ducato di Milano e l'impero di Carlo V  (El Ducado de Milán en el Imperio de Carlos V)

Lo Stato e la vita religiosa a Milano nell'epoca di Carlo V (El Estado y la vida religiosa en Milán en la época de Carlos V)
Storia di Milano nell'epoca di Carlo V (Historia de Milán en la época de Carlos V)
Carlo V e il suo impero (Carlos V y su imperio)
- Storia dell'idea d'Europa (Historia de la idea de Europa)
- Idea di Europa e politica dell'equilibro (Idea de Europa y política del equilibrio)
- L'idea di nazione (La idea de nación)